# Sonnboåsen
Sonnboåsen – miejscowość w Szwecji, w regionie Dalarna, w gminie Avesta, dawniej småort położona na południowy wschód od Avesta. Od 2015 r. Obszar ten należy do obszaru miejskiego Krylbo.